# Helga Reidemeister
Helga Reidemeister   (Halle, 4 de febrer de 1940 - Berlín, 29 de novembre de 2021) va ser una documentalista alemanya.

## Vida i carrera
Helga Reidemeister es va graduar a l'escola secundària a Colònia el 1959, va estudiar pintura a la Universität der Künste Berlin de 1961 a 1965 i va estar en treball social de 1968 a 1973 abans d'estudiar a la Deutsche Film- und Fernsehakademie Berlin de 1973 a 1978. La seva filla va néixer el 1969; A partir de 1970, Helga Reidemeister va viure en una comunitat viva a Berlín, a la qual també va pertànyer Rudi Dutschke fins a la seva mort.
Des de 1994, Reidemeister va ser professora a la Filmakademie Baden-Württemberg, on va tenir un paper clau a l'hora d'establir el focus d'estudi del documental. Ja havia ocupat càrrecs docents al país i a l'estranger des de 1988. Va ser membre de l'Acadèmia de Cinema Alemanya i de la Comissió de cinema de la Baixa Saxònia i des de 2001 membre de l'Acadèmia de les Arts de Berlín.
Reidemeister va morir a Berlín després d'una llarga malaltia als 81 anys.

## Filmografia
- Wohnste sozial, haste Qual (1971), direcció
- Die Wollands (1973), guió
- Der gekaufte Traum (1977), direcció
- Von wegen „Schicksal“ (1979), guió i direcció
- Mit starrem Blick aufs Geld (1983), guió i direcció
- DrehOrt Berlin (1987), guió i direcció
- Aufrecht gehen, Rudi Dutschke – Spuren (1988), guió i direcció
- Im Glanze dieses Glückes (1990), direcció
- Rodina heißt Heimat (1992), guió i direcció
- Wundbrand Sarajevo – 17 Tage im August (1994; direcció i guió: Didi Danquart i Johann Feindt), Mitarbeit
- Frauen in Schwarz (1997), guió i direcció
- Lichter aus dem Hintergrund (1998), guió, producció i direcció
- Im Leben bleiben (1999, Fernsehfilm), direcció
- Gotteszell – Ein Frauengefängnis (2001), guió, producció i direcció
- Texas – Kabul (2004), guió, producció i direcció[8]
- Wer ist Helene Schwarz? (2005; direcció i guió: Rosa von Praunheim), col·laboració
- Mein Herz sieht die Welt schwarz – Eine Liebe in Kabul (2009), guió, producció i direcció[9]
- Saida und der Schnee (2011, direcció i concepte de guió: Judith Beuth), muntatge
- Meanwhile in Mamelodi (2011; direcció i concepte de guió: Benjamin Kahlmeyer), director de producció
- Splitter Afghanistan (2015), direcció[10]

## Premis
- Deutscher Filmpreis enOr per Von wegen Schicksal, 1979 ((Millor director jove)[11]
- Reconeixement honorífic al Premi Adolf Grimme, 1980
- Deutscher Filmpreis, 1983
- Gran Premi al Festival Internacional de Cinema de Dones de Créteil per Mit starrem Blick aufs Geld, 1984
- Friedensfilmpreis per Rodina heißt Heimat, 1992
- Cinéma du réel, 2001
- Premi de cinema documental de Dortmund, 2011

## Literatura
- Zwischen Lust und Last – Fünf Frauen und ihre Filme, direcció: Natalie Kreisz; Julia M. Novak, 58 min., 1999